# Mycetia sinensis
Mycetia sinensis là một loài thực vật có hoa trong họ Thiến thảo. Loài này được (Hemsl.) Craib mô tả khoa học đầu tiên năm 1914.